# Tysziw (przystanek kolejowy)
Tysziw (ukr. Тишів) – przystanek kolejowy w pobliżu miejscowości Tysziw, w rejonie korosteńskim, w obwodzie żytomierskim, na Ukrainie. Położony jest na linii Kijów – Korosteń – Kowel.